# .gn
.gn è il dominio di primo livello nazionale assegnato alla Guinea.

## Domini di secondo livello
Sono disponibili i seguenti domini di secondo livello:
- .com.gn
- .edu.gn
- .gov.gn
- .org.gn
- .net.gn